# Mohammed Al-Noobi
Mohammed Al-Noobi (en árabe: محمد ربيع جمعان النوبي‎, Salalah, Omán; 10 de mayo de 1981) es un exfutbolista de Omán que jugaba en la posición de defensa.

## Carrera

### Club
| Periodo   | Club          |
| --------- | ------------- |
| 1999-2003 | Dhofar Club   |
| 2003–2004 | Kazma SC      |
| 2004–2005 | Al-Wehda Club |
| 2005–2010 | Al Sadd SC    |
| 2010–2011 | Al-Ahli Doha  |
| 2011–2012 | Dhofar Club   |

### Selección nacional
Jugó para Omán en 78 ocasiones de 2001 a 2010, participó en dos ediciones de la Copa Asiática, cuatro ediciones de la Copa de Naciones del Golfo, los Juegos Asiáticos de 2006 y tres eliminatorias mundialistas.

## Logros
- Liga Profesional de Omán (1): 2000-01
- Copa del Sultán Qabus (1): 1999
- Supercopa de Omán (1): 1999
- Copa Al Khurafi (1): 2004
- Liga de fútbol de Catar (2): 2005-06, 2006-07
- Copa del Emir de Catar (1): 2006-07
- Copa de Catar (3): 2006, 2007, 2008
- Copa del Jeque Jassem (1): 2006
- Copa de las Estrellas de Catar (1): 2010